# La Quemadita
La Quemadita är en ort i Mexiko.   Den ligger i kommunen Dolores Hidalgo och delstaten Guanajuato, i den centrala delen av landet, 270 km nordväst om huvudstaden Mexico City. La Quemadita ligger 1 993 meter över havet och antalet invånare är 238.
Terrängen runt La Quemadita är en högslätt. Runt La Quemadita är det ganska tätbefolkat, med 93 invånare per kvadratkilometer. Närmaste större samhälle är Dolores Hidalgo, 11,1 km söder om La Quemadita. Trakten runt La Quemadita består till största delen av jordbruksmark.